# Galerias Nacionais da Escócia
Galerias Nacionais da Escócia é o conjunto formado pelas cinco galeriais nacionais da Escócia e suas duas galerias associadas. Faz parte das Coleções Nacionais do país.

## Lista de galerias nacionais
- Galeria Nacional da Escócia
- Edifício da Academia Real Escocesa
- Galeria Nacional Escocesa de Retratos
- Galeria Nacional Escocesa de Arte Moderna
- Galeria Dean

As Galerias Associadas são:
- Duff House
- Paxton House